# 米海尔一世 (普世牧首)
米海尔一世·色路拉里乌斯（希臘語： 1000年—1059年1月21日）1043年至1059年为君士坦丁堡普世牧首，期间经历1054年东西教会大分裂。1053年，米海爾一世将君士坦丁堡的拉丁礼教会全数关闭，因其拒绝使用希腊礼拜仪式。他致函罗马，指责教宗良九世篡改聖經内容以及教义、西方教会圣餐用無酵餅是源自猶太教異端、安息日守大斋、准许食未出血的肉、四旬大斋期不唱哈利路亞等等。